# Acacia rostrata
Acacia rostrata é uma espécie de leguminosa do gênero Acacia, pertencente à família Fabaceae.